# 2004
2004 (MMIV) fue un año bisiesto comenzado en jueves según el calendario gregoriano. Fue también el número 2004 anno Dómini o de la designación de Era Cristiana, además del cuarto año del siglo XXI, del III milenio, de la primera década del siglo XXI y el quinto del decenio de los años 2000.
- Fue designado el Año Internacional del Arroz por el Consejo Económico y Social de las Naciones Unidas.
- Este año se considera como uno de los mediados de la década de los 2000s

## Acontecimientos

### Enero
- 1 de enero: en Suiza, Joseph Deiss es nombrado presidente.
- 1 de enero: la República de Irlanda toma el relevo de la presidencia del Consejo de la Unión Europea de Italia.
- 2 de enero: en Quito (Ecuador), la policía local captura al guerrillero colombiano Simón Trinidad (comandante del Bloque Caribe de las FARC-EP) y lo deporta a su país, Colombia, para que responda por los delitos de rebelión, secuestro, homicidio, extorsión y también por acusaciones de narcotráfico. El 31 de diciembre será extraditado a los Estados Unidos por el secuestro de tres contratistas estadounidenses en febrero de 2003.
- 2 de enero: se descubre el cometa Wild 2 con la sonda espacial Stardust.
- 3 de enero: en el mar Rojo, frente a la costa de Egipto, se estrella el Vuelo 604 de Flash Airlines. Mueren las 148 personas a bordo, lo que lo convierte en uno de los accidentes de aviación más mortíferos en la historia de Egipto en ese momento.
- 4 de enero: la nave espacial no tripulada Spirit (MER-A) de la NASA aterriza en la superficie del planeta Marte.
- 6 de enero: Antonio Soler obtiene el premio Nadal por su novela El camino de los ingleses.
- 6 de enero: en Dubái (Emiratos Árabes Unidos) comienza la construcción de la estructura más alta creada por el hombre hasta la fecha, el Burj Jalifa.
- 6 de enero: Antonio Soler obtiene el premio Nadal por su novela El camino de los ingleses.
- 8 de enero: el RMS Queen Mary 2 de la Cunard Line, en su momento el transatlántico más grande jamás construido, es bautizado por la nieta de su homónima, la reina Isabel II.
- 11 de enero: en Buenos Aires (Argentina) el estudiante de secundaria Fernando Sanz crea el sitio web Taringa. Comienza a difundirlo el 14 de abril.
- 14 de enero: en Guatemala, Óscar Berger asume a la presidencia.
- 25 de enero: en Portugal, muere el jugador Miklos Feher en pleno partido del Benfica contra el Vitoria de Guimaraes
- 25 de enero: la nave espacial Opportunity (MER-B) de la NASA aterriza en la superficie de Marte.
- 26 de enero: se identifica por primera vez el virus informático MyDoom.
- 29 de enero: en México, el Banco Bital y su red de sucursales se renombran con las iniciales de su accionista mayoritario, el banco inglés The Hong Kong and Shanghái Banking Corporation HSBC México.

### Febrero
- 1 de febrero: un equipo de científicos rusos y estadounidenses dan a conocer la obtención de dos nuevos elementos químicos, el nihonio (Nh, n.º atómico 113), y el moscovio (Mc, n.º atómico 115).
- 1 de febrero: en Irán, un centenar de diputados reformistas presentan su dimisión en protesta por el rechazo del Consejo de Guardianes a los candidatos aperturistas.
- 2 de febrero: en Barcelona (España), un equipo de científicos del CSIC (Instituto de Ciencias Materiales de Barcelona), dirigido por Jordi Rius, descubre la estructura atómica de la aerinita, el pigmento azul por excelencia del arte románico catalán.
- 2 de febrero: se celebra el Día Mundial de los Humedales, con el que se conmemora la firma de la Convención sobre los humedales en la ciudad de Ramsar (Irán), el 2 de febrero de 1971.
- 2 de febrero: en el lago Alberto (Uganda) naufraga un transbordador; mueren 42 personas.
- 2 de febrero: en Colombia inicia transmisiones el canal Señal Colombia Institucional reemplazando el anterior canal público-comercial Canal A.
- 3 de febrero: en Nueva York (Estados Unidos), la ONU anuncia la necesidad urgente de regular la explotación comercial de la Antártida.
- 3 de febrero: en Brasil, las fuertes lluvias han dejado 84 muertos desde el pasado mes de diciembre.
- 3 de febrero: En Haití, varios movimientos de estudiantes piden la renuncia del presidente Aristide.
- 4 de febrero: en los Estados Unidos, el presidente español José María Aznar defiende la intervención armada en Irak ante el Congreso estadounidense.
- 4 de febrero: en la costa noroeste de Inglaterra mueren 19 mariscadores chinos.
- 4 de febrero: en la Universidad Harvard (Boston), Mark Zuckerberg funda Facebook (por aquel entonces llamado Thefacebook), como un proyecto universitario.
- 4 de febrero: en República Dominicana, después de 42 años se publica por última vez la revista [A]hora.
- 5 de febrero: en Nayaf (Irak), el ayatolá Alí Sistani, líder de la comunidad chií, sale ileso de un atentado.
- 5 de febrero: en Pekín mueren 37 personas al caer de un puente cuando participaban en la tradicional Fiesta de las Linternas.
- 6 de febrero: en el metro de Moscú (Rusia), un terrorista islamista checheno suicida mata a 41 personas y hiere a 250.
- 6 de febrero: en Alemania, el canciller Gerhard Schröder dimite como presidente del SPD.
- 6 de febrero: en España, el Ministerio de Sanidad prohíbe la venta de 197 plantas medicinales por su toxicidad.
- 6 de febrero: en Sevilla (España), un grupo de arqueólogos halla cuatrocientas tumbas del siglo XVIII en el suelo de la iglesia barroca del Salvador. Los arqueólogos buscaban los restos de una antigua mezquita.
- 6 de febrero: en la provincia de Papúa, un terremoto de 7,0 deja un saldo de 37 muertos y 687 heridos.
- 7 de febrero: el OIEA (Organismo Internacional de Energía Atómica) investiga la implicación de empresas españolas en el mercado negro de armas nucleares.
- 7 de febrero: en Gaza (Palestina) el Ejército israelí mata al jefe militar de la Yihad Islámica.
- 7 de febrero: en Haití la policía asesina a 14 personas durante los disturbios contra el presidente Aristide.
- 7 de febrero: en la costa noreste de Madagascar, un ciclón deja 43 muertos y decenas de desaparecidos.
- 9 de febrero: la sonda Cassini enviada a Saturno por la NASA, en colaboración con la ESA (Agencia Espacial Europea), realiza fotografías del planeta a 69,4 millones de kilómetros de distancia.
- 9 de febrero: Finlandia se convierte en el undécimo miembro del ESO (Observatorio Europeo Austral).
- 9 de febrero: en Rusia, el Kremlin guarda silencio sobre la desaparición de Iván Ribkin, candidato de Rusia Liberal a los comicios presidenciales.
- 9 de febrero: la revista Nature Genetics anuncia el descubrimiento de un gen llamado FLAP, que duplica el riesgo de infarto de miocardio.
- 9 de febrero: en Oxirrinco ―actual El Bahnasa (Egipto)― un grupo de egiptólogos españoles encuentra dos sarcófagos de piedra con momias de la época saíta, de la primera mitad del siglo VI a. C.
- 10 de febrero: al norte de Burdeos (Francia), la policía detiene a dos responsables del «aparato logístico» de ETA.
- 10 de febrero: en los Emiratos Árabes Unidos mueren 35 personas en un accidente aéreo.
- 10 de febrero: en Estados Unidos, Kanye West lanza su álbum debut The College Dropout.
- 11 de febrero: en Diwaniya (Irak) cinco militares españoles que participan en la invasión estadounidense resultan heridos en un ataque con explosivos realizado por nacionalistas iraquíes.
- 11 de febrero: en una calle de Cali (Colombia) es asesinado por un sicario motorizado el futbolista colombiano Albeiro Usuriaga.
- 11 de febrero: en Gaza (Palestina) el ejército israelí mata a 15 hombres, mujeres y niños civiles palestinos.
- 12 de febrero: la empresa juguetera Mattel anuncia la ruptura de Barbie y Ken, después de 43 años de relaciones.
- 13 de febrero: en España se pone en marcha el DNI (documento nacional de identidad) electrónico.
- 13 de febrero: Manuel Elices Calafat, director de Ingeniería de Materiales de la Universidad Politécnica de Madrid, se convierte en el primer español en ingresar en la NAE (Academia Nacional de Ingeniería) de Estados Unidos.
- 13 de febrero: en Catar muere asesinado un líder independentista checheno.
- 14 de febrero: en el mundo se celebra el Día de la Energía.
- 14 de febrero: en un parque acuático de Moscú mueren 28 personas en un accidente.
- 14 de febrero: en Pakistán, un terremoto de 5,5 deja 24 muertos.
- 14 de febrero: el equipo nacional de Túnez consigue el título de campeón de la Copa de África de fútbol por primera vez en su historia.
- 15 de febrero: en China, dos incendios causan la muerte de un centenar de personas.
- 15 de febrero: en Reino Unido, la película El retorno del Rey, la tercera parte de la trilogía de El Señor de los Anillos, dirigida por Peter Jackson, consigue el premio Bafta a la mejor película, otorgado por la Academia Británica del Cine y la Televisión.
- 16 de febrero: gracias a una combinación de observaciones del Telescopio espacial Hubble y del observatorio gigante Keck (de Hawái) se descubre la galaxia más lejana (13 000 millones de años luz). Dos semanas más tarde se descubrirá otra más lejana.
- 16 de febrero: en Navarra (España), una jueza concede a dos lesbianas la patria potestad compartida de las hijas biológicas de una de las mujeres.
- 16 de febrero: en Taiwán, el presidente Chen Shui-bian admite por primera vez la posibilidad de reunificación con China.
- 16 de febrero: en Sídney (Australia), la muerte de un joven aborigen desencadena violentos disturbios raciales.
- 18 de febrero: cerca de Neyshabur (Irán), mueren más de 295 personas, incluyendo cerca de 200 rescatistas, cuando un tren cargando azufre, petróleo y fertilizantes se incendia y explota.
- 18 de febrero: Schröder, Chirac y Blair, reunidos en la cumbre de Berlín, proponen la creación de un vicepresidente económico europeo.
- 18 de febrero: un misil nuclear ruso se autodestruye durante unas maniobras.
- 18 de febrero: India y Pakistán pactan una agenda de negociaciones para solucionar el conflicto de Cachemira.
- 21 de febrero: se crea el primer partido político exclusivo europeo: los verdes de Europa.
- 21 de febrero: en Irak, dos miembros de la Cruz Roja visitan al expresidente iraquí, Saddam Hussein, por primera vez desde su detención.
- 21 de febrero: la película Las invasiones bárbaras, del canadiense Denys Arcand, resulta vencedora de la 29.ª edición de los premios César, acaparando los principales premios.
- 22 de febrero: en Haití, los rebeldes liderados por el comandante insurrecto Guy Phillipe (35), toman Cabo Haitiano, la segunda ciudad del país.
- 22 de febrero: en Colombia, los enfrentamientos entre soldados del Ejército, paramilitares y guerrilleros en varios puntos del país se cobran la vida de medio centenar de personas.
- 23 de febrero: en España, la escritora colombiana Laura Restrepo gana el premio Alfaguara de Novela con su novela Delirio.
- 23 de febrero: en Sriharikota (India), una explosión causa seis muertos en la central de Investigación Espacial de India.
- 24 de febrero: en Irak, un grupo de arqueólogos anuncia que filtraciones de agua procedentes de un canal artificial construido por Saddam Hussein ponen en peligro las milenarias ruinas de la antigua Babilonia.
- 24 de febrero: en la ciudad marroquí de Alhucemas, un terremoto de 6,3 deja 631 fallecidos, 926 heridos y más de 15.000 personas sin hogar.
- 26 de febrero: el presidente macedonio, Boris Trajkovski, muere en un accidente aéreo cerca de Mostar, Bosnia y Herzegovina.
- 29 de febrero: el presidente haitiano, Jean-Bertrand Aristide, es derrocado mediante un golpe de Estado.

### Marzo
- 1 de marzo: en Irak, el Consejo de Gobierno provisional pacta una Ley para la Administración del Estado durante el Periodo Transitorio.
- 1 de marzo: científicos españoles demuestran que la oxidación que provoca el éxtasis (MDMA) en las moléculas de la membrana neuronal es la causa del daño cerebral que se origina en los adictos.
- 1 de marzo: un equipo de astrónomos franceses y suizos localiza, con los telescopios europeos VTL, la galaxia más lejana que se conoce: la Abell 1835 IR1916, que se encuentra a 13 230 millones de años luz.
- 1 de marzo: la revista National Geographic publica el fin de los trabajos del primer mapa unificado de la peligrosidad sísmica de Europa y el Mediterráneo.
- 1 de marzo: en los Estados Unidos, la Fundación Nacional de Ciencias informa sobre el descubrimiento de los restos fosilizados de dos especies desconocidas hasta ahora de dinosaurios, uno carnívoro y otro herbívoro, en la Antártida.
- 2 de marzo: en Venezuela, el Consejo Nacional Electoral anuncia el resultado final de la revisión de las firmas para convocar el Referendo Revocatorio a Hugo Chávez, en el cual previa verificación solamente se aceptó 1,8 millones de rúbricas y anuncia que enviará a reparo para poder solicitar el Referendo Revocatorio.
- 2 de marzo: en Karbala (Irak) se producen una serie de atentados con bombas que matan a más de 140 musulmanes chiitas que conmemoran el Día de Ashura.
- 3 de marzo: en los Estados Unidos, John Kerry se convierte en el candidato demócrata a las elecciones presidenciales.
- 7 de marzo: en Grecia se celebran las elecciones legislativas griegas de 2004 para elegir a los 300 miembros del Parlamento helénico y el partido Nueva Democracia, liderado por Kostas Karamanlis, obtuvo 165 de 300 escaños, poniendo fin a más de 11 años de gobierno del partido PASOK.
- 9 de marzo: en Irlanda, Bryan McFadden abandona la banda Westlife.
- 11 de marzo: en Madrid (España) suceden los atentados del 11-M. Atentado contra cuatro trenes de la red de Cercanías de Madrid llevados a cabo por terroristas yihadistas. Pierden la vida 192 personas y otras muchas resultan heridas.
- 13 de marzo: en Navarra es asesinado Ángel Berroeta.
- 14 de marzo: en España, el PSOE gana las elecciones generales; José Luis Rodríguez Zapatero es elegido presidente del Gobierno de España en sustitución de José María Aznar.
- 21 de marzo: en El Salvador, Elías Antonio Saca, candidato presidencial del partido oficial, ARENA, derrota con el 57.7 % de los votos en las elecciones presidenciales celebradas en ese mismo día a Schafik Handal, candidato presidencial del partido de oposición FMLN.
- 22 de marzo: la policía española detiene a cuatro nuevos sospechosos por su presunta implicación en los atentados del 11-M.
- 22 de marzo: se celebra el Día Mundial del Agua, según la Resolución n.º 47 de la ONU. El tema elegido para este año es «Agua y Desastres».
- 24 de marzo: en el Colegio Militar de la Nación, en Buenos Aires (Argentina), el presidente Néstor Kirchner, ordena bajar los cuadros de los dictadores Jorge Rafael Videla y Reynaldo Bignone.
- 28 de marzo: el huracán Catarina, el primer huracán registrado en el Atlántico Sur, toca tierra en la isla de Santa Catarina (Brasil).
- 29 de marzo: Bulgaria, Estonia, Letonia, Lituania, Rumanía, Eslovaquia y Eslovenia son admitidas en la OTAN, la mayor ampliación de la organización.

### Abril
- 1 de abril: la revista National Geographic anuncia el fin del estudio geológico de España (Proyecto Magna) con la elaboración de más de 1000 mapas.
- 1 de abril: el escritor español Arturo Pérez-Reverte obtiene el Premio González-Ruano de Periodismo.
- 1 de abril: una operación conjunta de varias policías europeas concluye con la detención de cincuenta personas relacionadas con el grupo turco de extrema izquierda FRPLP (Frente Revolucionario del Partido para la Liberación Popular).
- 1 de abril: en Londres (Reino Unido) dimite Beverly Hughes (ministra de Inmigración del Gobierno de Tony Blair) a consecuencia del escándalo provocado por la concesión de miles de visados en el consulado de Bucarest.
- 1 de abril: el pintor, escultor y grabador español Pablo Palazuelo recibe el Premio Velázquez de las Artes Plásticas.
- 1 de abril: en Buenos Aires, más de 150 000 personas se manifiestan en muestra de solidaridad y de rechazo por el asesinato del joven Axel Blumberg, en la mayor manifestación argentina desde la recuperación de la democracia en 1983.
- 1 de abril: las empresas Hermanos Peñalver y Comellas Vins, distribuidoras locales de bebidas y alimentación en Sabadell, se unen y crean Disnova, empresa puntera en el sector de la hostelería en el Vallés Occidental.
- 2 de abril: Bulgaria, Eslovaquia, Eslovenia, Estonia, Letonia, Lituania y Rumania se asocian a la OTAN como miembros de pleno derecho.
- 2 de abril: en Ciudad Real (España) falla un ataque terrorista a un tren del Alta Velocidad Española (AVE) gracias a un trabajador de Red Nacional de los Ferrocarriles Españoles (RENFE).
- 2 de abril: en Las Landas (Francia), la policía detiene a tres miembros de la cúpula de la banda terrorista ETA.
- 2 de abril: en España, durante la jornada inaugural de la octava legislatura, el socialista Manuel Marín es nombrado presidente del Congreso de los Diputados y, el también socialista, Javier Rojo, presidente del Senado.
- 3 de abril: en Leganés (España) mueren un policía y siete terroristas sospechosos del 11-M al suicidarse estos últimos (Masacre del Piso de Leganés).
- 4 de abril: en la isla de Malta Eddie Fenech Adami es elegido presidente de la república.
- 4 de abril: comienza la primera batalla de Faluya.
- 7 de abril: se celebra el Día Mundial de la Salud con el lema «Por la seguridad vial», para concienciar a la población sobre el impacto en la salud de los accidentes de tráfico.
- 7 de abril: en Faluya (Irak) las tropas estadounidenses bombardean una mezquita y causan la muerte de decenas de civiles (según fuentes iraquíes).
- 7 de abril: en Marsella (Francia), investigadores del Departamento de Arqueología Subacuática confirman que los restos hallados en el mar, a 20 km al sur de Marsella, pertenecen al avión del escritor y aviador francés Antoine de Saint-Exuperý (1900-1944).
- 8 de abril: El gobierno sudanés y dos grupos rebeldes firman el Acuerdo de Alto el Fuego Humanitario, con el fin de poner una pausa a la guerra en Darfur.
- 16 de abril: es asesinado Carlos Castaño Gil por su hermano Vicente como consecuencia de un ajuste de cuentas.
- 17 de abril: en España, José Luis Rodríguez Zapatero jura como 5.º presidente del Gobierno, después de 8 años de hegemonía del PP.
- 17 de abril: en la Franja de Gaza, helicópteros israelíes disparan misiles contra un convoy de vehículos, matando a Ábdel Aziz ar-Rantisi (líder de Hamás).
- 20 de abril: lanzamiento del satélite Gravity Probe B para comprobar ciertas predicciones de la teoría general de la relatividad de Albert Einstein.
- 22 de abril: en Ryongchŏn (Corea del Norte) colisionan dos trenes cargados de combustible, matando a más de 150 personas e hiriendo a 1300 (Desastre de Ryongchon).
- 22 de abril: el presidente de la Junta de Extremadura, Juan Carlos Rodríguez Ibarra recoge en la sede del Parlamento Europeo en Bruselas, el Premio Europeo a la Innovación Regional en su modalidad de Sociedad de la Información, concedido por la Comisión Europea en el marco del Programa Europeo de Acciones Innovadoras, por el Proyecto GNU/LinEx.
- 24 de abril: se celebran referendos sobre el Plan Annan para Chipre, que propone reunificar la isla, tanto en la parte controlada por Grecia como en la controlada por Turquía. Aunque los turcochipriotas votan a favor, los grecochipriotas rechazan la propuesta.
- 28 de abril: en Bogotá (Colombia), una recicladora de asfalto cae sobre un bus escolar: mueren 21 niños y un adulto. (Tragedia en la avenida Suba).
- 28 de abril: La Selección de fútbol de San Marino consigue su primera victoria, un 1-0 contra Liechtenstein

### Mayo
- 1 de mayo: se integran a la Unión Europea Chipre, la República Checa, Eslovaquia, Eslovenia, Estonia, Hungría, Letonia, Lituania, Malta y Polonia.
- 1 de mayo: en Irak finaliza la primera batalla de Faluya.
- 6 de mayo: en Nueva York (Estados Unidos) termina (con más de 65,9 millones de espectadores) la serie de televisión Friends, después de 10 temporadas.
- 9 de mayo: en Barcelona se inaugura el Fórum Universal de las Culturas 2004.
- 9 de mayo: en un estadio de la ciudad de Grozny (capital de Chechenia), un atentado terrorista islamista con bomba mata a diez personas, incluido el gobernador regional Ajmat Kadírov (52).
- 12 de mayo: se celebra por primera vez la Semifinal del Festival de la Canción de Eurovisión 2004
- 12 al 15 de mayo: en Estambul (Turquía) se lleva a cabo el Festival de la Canción de Eurovisión 2004, y lo gana la participante ucraniana Ruslana con la canción Wild dances.
- 16 de mayo: en la República Dominicana, Leonel Fernández Reyna (50) es elegido presidente con el 57 % de los votos.
- 18 de mayo: termina la epidemia de síndrome respiratorio agudo grave de 2002-2004, con 8096 contagios y 700 muertes.
- 21 de mayo: se celebra el centenario de la FIFA.
- 22 de mayo: en Madrid (España), Felipe de Borbón (desde 2014, rey de España) se casa con la periodista Letizia Ortiz.
- 23 de mayo: en Alemania, Horst Köhler es elegido presidente.
- 26 de mayo: FC Oporto gana la UEFA Champions League con José Mourinho.
- 26 de mayo: en Venezuela, el presidente Hugo Chávez denuncia la existencia de un supuesto plan conocido como Operación Daktari.
- 28 de mayo: un terremoto de 6,3 sacude el norte de Irán dejando un saldo de 35 muertos y 400 heridos.
- 31 de mayo: se estrena la serie británica Peppa Pig

### Junio
- 1 de junio: en El Salvador toma posesión de su cargo Elías Antonio Saca, elegido democráticamente como presidente.
- 1 de junio: en Quito (Ecuador) es coronada Miss Universo la modelo australiana Jennifer Hawkins.
- 1 de junio: en Haití comienza una misión de mantenimiento de la paz de las Naciones Unidas, la MINUSTAH (Misión de Estabilización de las Naciones Unidas en Haití).
- 4 de junio: en el estado de Colorado (Estados Unidos), Marvin Heemeyer toma su topadora (killdozer) Komatsu D355A modificada y blindada y arrasa la ciudad de Granby, causando daños por valor de aproximadamente 7 millones de dólares.
- 4 de junio: TNA Wrestling emite su primer programa televisado, TNA Impact!.
- 5 de junio: fallece el expresidente estadounidense Ronald Reagan.
- 6 de junio: el argentino Gastón Gaudio se proclama campeón del Torneo de Roland Garros y obtiene el primer título Grand Slam de su carrera.
- 8 de junio: tránsito del planeta Venus de 2004.
- 12 de junio: inauguración de la Euro 2004 en Portugal.
- 12 de junio al 4 de julio: Portugal acoge el torneo de fútbol UEFA Euro 2004, que gana Grecia.
- 13 de junio: En México, los Pumas de la UNAM resulta campeón del Torneo de Clausura 2004.
- 13 de junio: en Ellerslie, un barrio a 8 km del centro de Auckland (Nueva Zelanda) un meteorito de 4 kg cae sobre la casa de Phil y Brenda Archer, atraviesa el techo y destruye un sofá.
- 15 de junio: en Estados Unidos se prueba con éxito en humanos una vacuna contra la adicción a la cocaína.
- 17 de junio: en Bagdad ocurre un atentado terrorista por un coche bomba, que deja 35 muertos y 130 heridos.
- 21 de junio: en el desierto de Mojave (estado de California), SpaceShipOne se convierte en el primer avión espacial con financiación privada en realizar vuelos espaciales.
- 27 de junio: en Uruguay, diez partidos políticos realizan elecciones internas entre 19 precandidatos.
- 27 de junio: en México se desarrolla el desafuero del alcalde de la Ciudad de México, Andrés Manuel López Obrador.
- 27 de junio: en Medellín (Colombia) el Independiente Medellín le gana al Atlético Nacional la única final disputada entre dos equipos del departamento de Antioquia.
- 28 de junio: en Bagdad (Irak), la Autoridad Provisional de la Coalición que mantiene ocupada Irak, liderada por Estados Unidos, transfiere la soberanía al gobierno títere iraquí.
- 30 de junio: en Bagdad (Irak) comienzan las audiencias preliminares del juicio contra el presidente Saddam Hussein, por crímenes de guerra y crímenes contra la humanidad.

### Julio
- 1 de julio: la nave espacial no tripulada Cassini-Huygens llega a las cercanías del planeta Saturno.
- 1 de julio: el Once Caldas se proclama campeón de la Copa Libertadores de América tras una emocionante tanda de tiros penales contra el vigente campeón Boca Juniors.
- 2 de julio: Turquía es sacudida por un terremoto de 5,1 que deja 18 muertos y 32 heridos.
- 3 de julio: 
  - en Bangkok, (Tailandia) inicia operaciones el sistema subterráneo de transporte masivo MRT Blue Line.
  - en Madrid (España), el secretario general del PSOE, José Luis Rodríguez Zapatero, es reelegido con el 95 % de los delegados en el congreso federal de su partido.
- 4 de julio: la selección de fútbol de Grecia vence 1-0 a Portugal, y resulta campeona del fútbol europeo, en la final de la Eurocopa 2004.
- 4 de julio: en México, Amalia García gana las elecciones para gobernador del estado de Zacatecas, siendo la primera mujer en ganar ese puesto, durante el periodo 2004-2010.
- 6 de julio: en Lima (Perú) Comienza la 41.ª edición Copa América 2004.
- 11 de julio: la Federación de Rusia deja de reconocer los pasaportes de la Unión Soviética como identificación legal.
- 15 de julio: lanzamiento del satélite estadounidense de observación terrestre Aura.
- 19 de julio: explosión de gas en una mina de Krasnomimanskaya, Ucrania: fallecen 31 mineros y otros 12 mineros quedan ilesos.
- 25 de julio: en Lima (Perú) finaliza la Copa América 2004 realizada en Perú. La selección de fútbol de Brasil se proclama campeón de Copa América por séptima vez al vencer por penales a la selección de Argentina 4-2 tras empatar en los 90 minutos 2 a 2 (Argentina estuvo a 21 segundos de ganar el título pero Adriano empató en el último minuto).
- 27 de julio: en San José (Costa Rica) un guardia de seguridad toma la embajada de Chile, asesina a tiros a tres funcionarios chilenos y se suicida.
- 27 de julio: en Perú, Antero Flores Aráoz, de la Alianza Unidad Nacional, se convierte en presidente del Congreso de la República del Perú, siendo el único presidente de oposición al gobierno de Alejandro Toledo para el periodo 2004-2005.

### Agosto
- 1 de agosto: en Asunción (Paraguay) se incendia el supermercado Ycuá Bolaños. Los vigilantes de seguridad ―por orden de los dueños―, cierran con candado todas las puertas para evitar algún robo. Mueren alrededor de 400 hombres, mujeres y niños, y quedan más de 500 heridos.
- 1 de agosto: inician sus transmisiones en Latinoamérica, el canal infantil y juvenil Jetix, siendo reemplazo de Fox Kids.
- 3 de agosto: en los Estados Unidos, la sonda Messenger parte desde Cabo Cañaveral con la misión de estudiar el planeta Mercurio. La fecha prevista para alcanzar la órbita del planeta más cercano al sol es marzo de 2011.

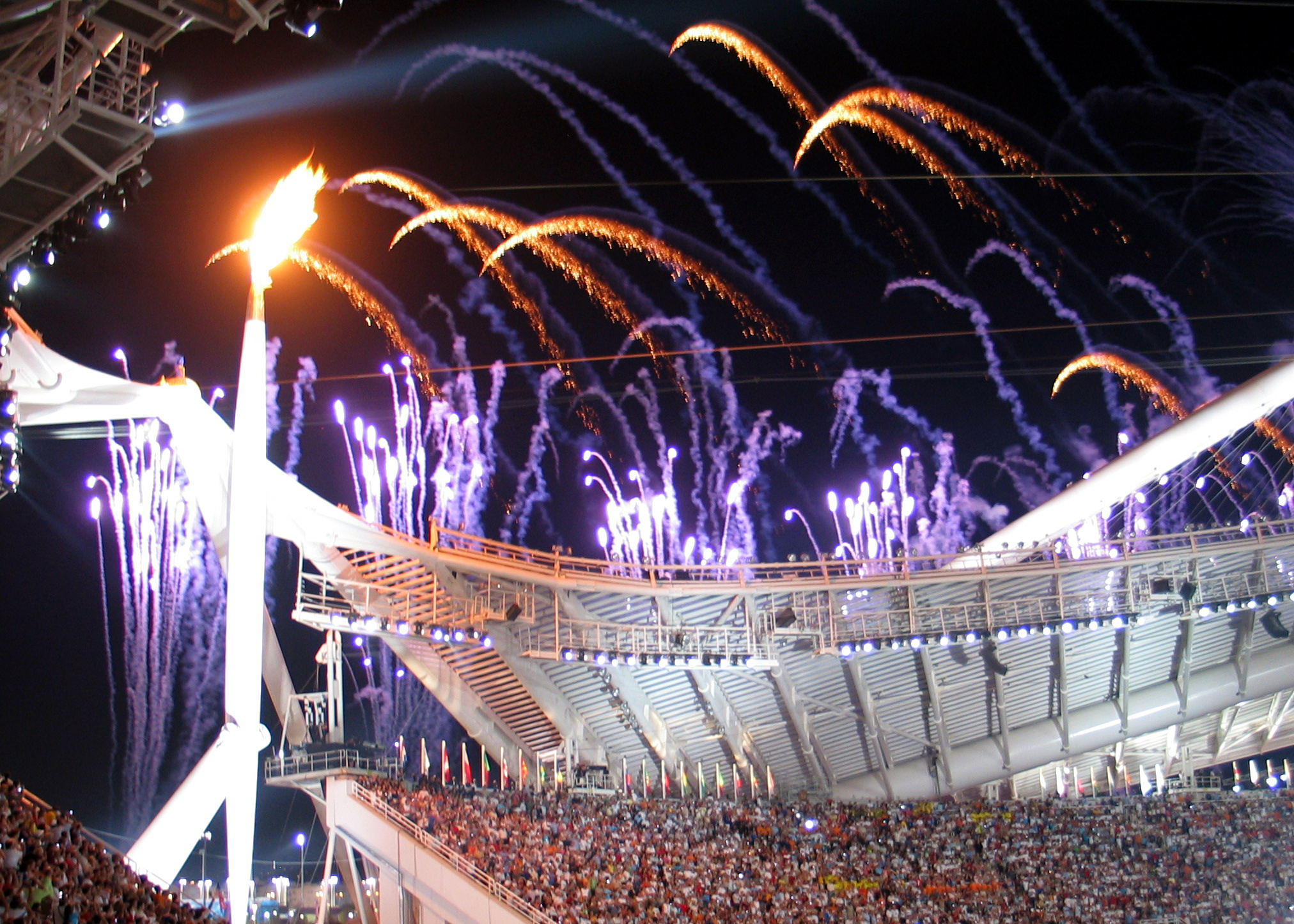
Apertura de los Juegos Olímpicos en Atenas.

- 12 de agosto: en Singapur, Lee Hsien Loong presta juramento como 3.er primer ministro.
- 13 al 29 de agosto: en Atenas (Grecia) se celebran los Juegos Olímpicos de Atenas 2004.
- 15 de agosto: en Venezuela, Hugo Chávez se mantiene como presidente en el referéndum presidencial, con un resultado final de 58 % de aceptación.
- 16 de agosto: en República Dominicana, Leonel Fernández Reyna (50) es juramentado por segunda ocasión como presidente de la República. Lo hizo por primera vez para el período de 1996 a 2000.
- 17 de agosto: César Costa es nombrado el primer embajador de la UNICEF para México en la historia.
- 22 de agosto: en el Museo Munch de la ciudad de Oslo (Noruega), ladrones armados roban El grito, Madonna y otras pinturas de Edvard Munch.
- 22 de agosto: en el marco de los Juegos Olímpicos de Atenas 2004, Nicolás Massú y Fernando González ganan las primeras medallas de oro para Chile. En dobles ganaron la máxima medalla, mientras que Massú también ganó oro en individuales y González ganó bronce en el mismo torneo.
- 24 de agosto: sobre el óblast de Tula (Rusia), una mujer suicida chechena provoca una explosión que resulta en la caída del vuelo 1303 de Volga-AviaExpress, un Tupolev Tu-134 (que había despegado varias horas antes desde el Aeropuerto Internacional de Moscú-Domodédovo). Mueren los 43 hombres, mujeres y niños rusos a bordo. Minutos más tarde, sobre el óblast de Rostov (Rusia), otra mujer suicida chechena provoca una explosión que resulta en la caída del vuelo 1047 de Siberia Airlines, un Tupolev Tu-154 que había despegado del mismo aeropuerto. Mueren los 46 hombres, mujeres y niños rusos a bordo.
- 28 de agosto: en Pakistán, Shaukat Aziz es nombrado primer ministro.
- 29 de agosto: en el marco de los Juegos Olímpicos de Atenas 2004, el marroquí Hicham El Guerrouj, consigue un doblete histórico al ganar la medalla de oro en la prueba de 5000 m. Previamente había logrado el título en los 1500 m. Desde que el finlandés Paavo Nurmi lo hizo en París 1924, ningún otro atleta había ganado los 1500 y los 5000 m en los mismos Juegos Olímpicos.
- 29 de agosto: terminan los Juegos Olímpicos de Atenas 2004.
- 31 de agosto: un grupo armado iraquí asesina a doce nepalíes que mantenía secuestrados, y muestra en Internet un vídeo de la matanza.

### Septiembre
- 1 de septiembre: en Beslán (Osetia del Norte), 60 km al norte de la frontera entre Rusia y Georgia, un grupo de terroristas islámicos chechenos toman la escuela de Beslán. Durante tres días mantendrán como rehenes (sin comida ni agua) a 1128 personas, en su mayoría niños. Cuando termine el secuestro (el 3 de septiembre), los terroristas habrán matado a 314 rehenes (de los cuales 186 eran niños de entre 6 y 16 años).
- 1 de septiembre: en México, Diego Fernández de Cevallos toma posesión como presidente de la mesa directiva del Senado de la República y Manlio Fabio Beltrones como presidente de la mesa directiva de la Cámara de Diputados.
- 1 de septiembre: En Panamá, Martín Torrijos asume la presidencia, después de su elección el 2 de mayo de 2004.
- 1 de septiembre: se lanza el canal de televisión TCM en Latinoamérica.
- 1 de septiembre: se lanza el canal Universal Channel en Latinoamérica en reemplazo del canal USA Network.
- 1 a 3 de septiembre: en Osetia del Norte (Rusia) secuestro masivo en un colegio de Beslán que se salda con más de 300 muertos.
- 2 de septiembre: en el mar Caribe se forma el huracán Iván.
- 3 de septiembre: en Rusia 335 muertos en la operación de liberación de rehenes de una escuela de Beslán por parte de agentes rusos.
- 3 de septiembre: en Florida toma tierra el huracán Frances. Después de matar a dos personas en las Bahamas, el huracán Frances mata a 10 personas en Florida, dos en Georgia y una en Carolina del Sur.
- 7 de septiembre: el huracán Iván pasa directamente por encima de Granada, matando a 37 personas. Pasa por las islas caribeñas en los dos días siguientes, matando a 5 personas en Venezuela, 4 en la República Dominicana, 1 en Tobago y 20 en Jamaica.
- 8 de septiembre: la sonda Génesis, de la NASA, se estrella en tierra después de que su paracaídas fallara al abrir.
- 9 de septiembre: Un coche bomba de Jemaah Islamiyah explota en la embajada de Australia en Yakarta, Indonesia, matando a 9 personas.
- 9 de septiembre: el tifón Songda golpea el oeste de Japón, matando a 45 personas e hiriendo a otras 1352.
- 11 de septiembre: se estrena la serie infantil The Backyardigans creada por Janice Burgess.
- 11 de septiembre: el patriarca Petros VII y sus acompañantes, cerca del Monte Athos, Grecia, mueren en un accidente de helicóptero aún sin explicar.
- 15 de septiembre: Sudáfrica reconoce a la República Árabe Saharaui Democrática (RASD).
- 16 de septiembre: el huracán Iván golpea Gulf Shores, Alabama, como una tormenta de categoría 3, matando a 25 personas en Alabama y Florida, convirtiéndose en el tercer huracán más costoso en la historia estadounidense (actualmente el cuarto, tras la destrucción del huracán Katrina de 2005.
- 17 de septiembre: en Haití, el huracán Jeanne causa corrimientos de lodo que matan a 3006 personas.
- 20 de septiembre: Wikipedia alcanza 1 millón de artículos en 100 idiomas.
- 21 de septiembre: en la antigua muralla de Fuenterrabía (País Vasco), Jokin Ceberio, un joven de 14 años se suicida debido al acoso verbal y físico de varios compañeros ocurrido durande un año.
- 23 de septiembre: en los Estados Unidos, el volcán Santa Helena vuelve a estar activo.
- 23 de septiembre: en el golfo de México, el huracán Iván hace una última toma de tierra cerca de la localidad estadounidense de Cameron (Luisiana), con pocas consecuencias. En total, la tormenta mató a 92 personas.
- 25 de septiembre: el huracán Jeanne toma tierra cerca de Port Saint Lucie (estado de Florida), cerca de donde golpeó el huracán Frances dos semanas antes. El Jeanne mató a más de 3030 personas, en su mayor parte en Haití.
- 28 de septiembre: En Carmen de Patagones (provincia argentina de Buenos Aires), sucede el incidente policial conocido como masacre escolar de Carmen de Patagones, en el cual fallecieron tres estudiantes y cinco resultaron heridos de diversa gravedad.

### Octubre
- 1 de octubre: el Consejo Olímpico de Asia aprueba el Reglamento antidopaje que aplicará para los Juegos Asiáticos y cualquier otro evento deportivo de Asia.
- 8 de octubre: en el centro turístico de Taba (Egipto), en la costa del mar Rojo, atacantes islamistas suicidas detonan dos bombas, matando a 34 personas e hiriendo a 171, en su mayoría turistas israelíes.
- 9 de octubre: en las elecciones federales australianas de 2004, el gobierno de Coalición Nacional/Liberal de John Howard es reelegido con una mayoría aumentada, derrotando al Partido Laborista liderado por Mark Latham.
- 17 de octubre: Debutó Messi con el Barcelona.
- 17 de octubre: en Caracas (Venezuela) sucede el incendio de Parque Central, que consumió casi un tercio de la Torre Este del Complejo Urbanístico Parque Central.
- 19 de octubre: en la República Autónoma de Abjasia (en Georgia), 10 km al noreste del mar Negro y 70 km al sureste de Sochi (Rusia) un equipo de exploradores de la asociación Espeleológica Ucraniana llega al fondo de la cueva de Krúbera-Voronia, con una profundidad de 2197 metros. Esta es una de las dos cuevas (después de la cueva Verióvkina, a menos de 10 km de distancia) que superan los 2000 m de profundidad.
- 20 de octubre: la empresa Canonical lanza la primera versión de Ubuntu
- 20 de octubre: en Indonesia, Susilo Bambang Yudhoyono presta juramento como sexto presidente. Es el primer presidente elegido directamente en ese país.
- 23 de octubre: en la prefectura de Niigata, un terremoto de 6,6 causa grandes daños y deja un saldo de 68 muertos y 4.700 heridos.
- 27 de octubre: en Boston (Massachusetts) el equipo de béisbol Medias Rojas ganan la Serie Mundial por sexta vez después de completar una barrida sobre los Cardenales de San Luis. Es el primer campeonato que ganan desde 1918.
- 29 de octubre: en Camboya, Norodom Sihamoní es coronado rey.
- 29 de octubre: en Roma, los jefes de Gobierno de la Unión Europea firman el Tratado de Roma, que establece una Constitución para Europa.
- 31 de octubre: en Uruguay, la izquierda gana las elecciones por primera vez.

### Noviembre
- 1 a 30 de noviembre: en la ciudad de Rosario (Argentina), 300 km al noroeste de Buenos Aires, se realiza el III Congreso Internacional de la Lengua Española.
- 2 de noviembre: George W. Bush vence a su rival demócrata John Kerry y es reelegido. Continuará asumiendo la presidencia de Estados Unidos hasta finales de 2008.
- 2 de noviembre: Aníbal Acevedo Vilá es electo gobernador de Puerto Rico por un estrecho margen de 3566 votos, las segundas elecciones más cerradas en Puerto Rico, con 963 303 votos frente a 959 737 de Pedro Rosselló González.
- 7 a 19 de noviembre: en el marco de la invasión estadounidense de Irak se libra la segunda batalla de Faluya.
- 10 de noviembre: en Escocia (Reino Unido), el ministro principal Jack McConnell anuncia al Parlamento escocés la intención del ejecutivo de introducir la Ley antitabaco para ese país.
- 11 de noviembre: fallece ―presuntamente envenenado― el presidente palestino Yasser Arafat.
- 12 de noviembre: un terremoto de 7,5 sacude la isla indonesia de Alor dejando 23 muertos y miles de heridos.
- 13 de noviembre: la sonda SMART-1 de la Agencia Espacial Europea llega a la Luna, convirtiéndose en el primer satélite europeo en volar a la Luna y orbitarla.
- 15 de noviembre: Se pone Circulación El Billete de 1000 pesos Tipo D1 En el Banco de México
- 16 de noviembre: el Scramjet hipersónico de la NASA bate un récord al alcanzar una velocidad de aproximadamente 11 300 km (Mach 9,6) en un vuelo experimental sin piloto.
- 18 de noviembre: en la región del Maule (Chile) se derrumba el puente Loncomilla, estructura con menos de 10 años de antigüedad. El hecho provocó una crisis política que culminaría con la renuncia del Ministro de Obras Públicas, Javier Etcheberry.
- 20 de noviembre: la española María Isabel López gana el Festival de la canción de Eurovisión Junior 2004 con el tema «Antes muerta que sencilla», siendo esta la segunda edición del certamen anual.
- 21 de noviembre: en el mar Caribe, se registra un terremoto de 6,3 que deja 1 muerto, 13 heridos y 40 personas sin hogar, además de provocar un pequeño tsunami no destructivo.
- 21 de noviembre: Nintendo lanza Nintendo DS en Norteamérica.
- 22 de noviembre: en Ucrania, multitudinarias protestas en contra del fraude electoral propiciado por el gobierno desembocan en la Revolución Naranja dirigida por los proccidentales Víktor Yushchenko y Yulia Timoshenko.
- 22 de noviembre: en Plano (Estados Unidos), una mujer llamada Dena Schlosser (35), inspirada por su pastor evangélico, le corta los brazos a su hija Margaret (de 11 meses) por orden del dios Yahvé. La niña fallece horas más tarde en un hospital.
- 23 de noviembre: en el pueblo de San Juan Ixtayopan (México), tres policías son linchados por el populacho al ser confundidos con «robaniños».
- 24 de noviembre: en España, la Plaza María Agustina (Castellón) deja de ser la única plaza de Europa que gira al revés en un país donde se conduce por la derecha.
- 26 de noviembre: en la provincia indonesia de Papúa, un terremoto de 7,1 deja 32 muertos y más de 200 heridos.
- 26 de noviembre: en Maui (islas Hawái), el último pájaro po'ouli conocido muere en cautiverio en el Centro de Conservación de Aves de Maui.
- 30 de noviembre: Un McDonnell Douglas MD-82, que operaba para el vuelo 538 de Lion Air, invadió la pista y se estrelló, matando a 25 personas.

### Diciembre

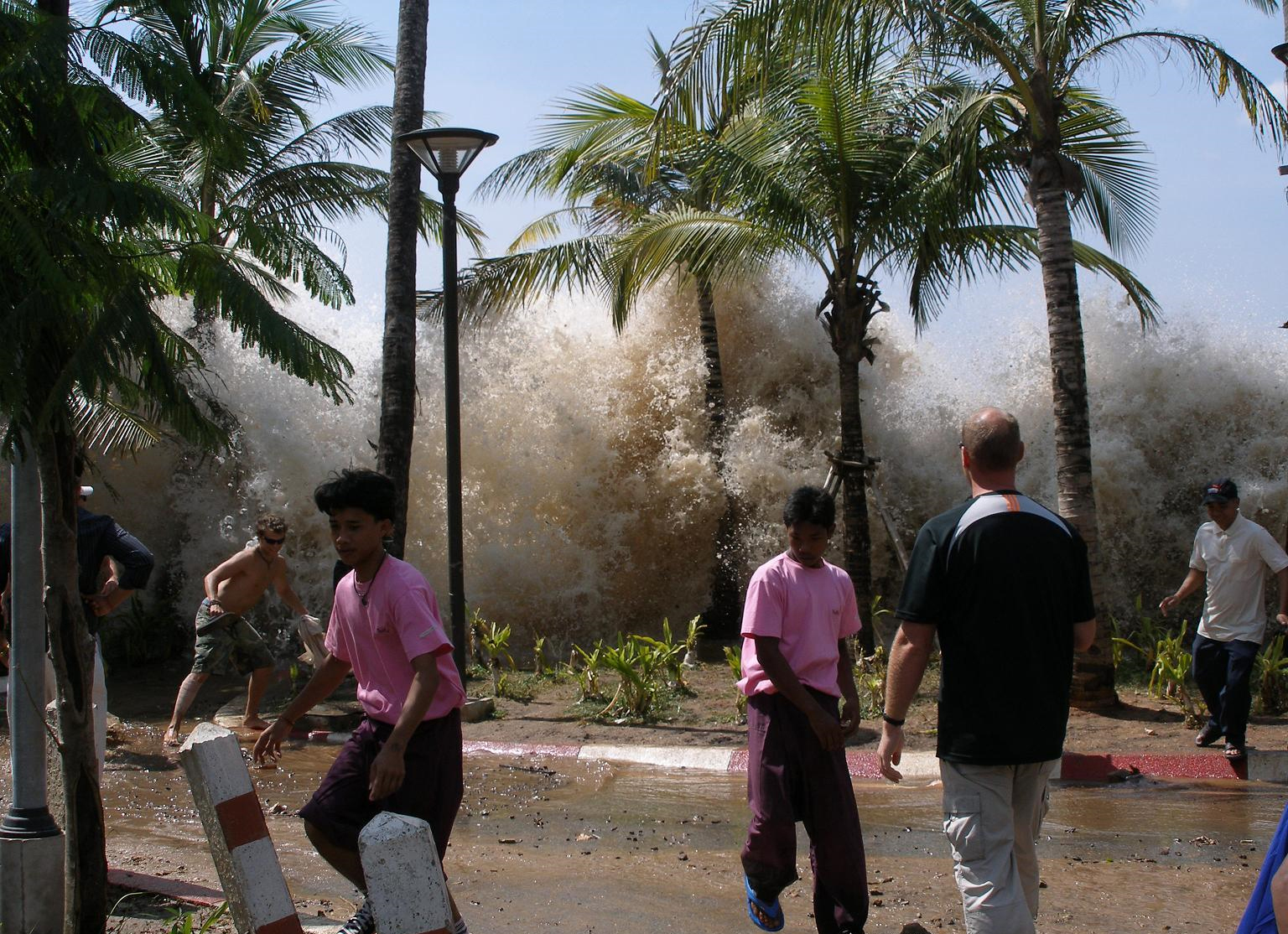
Un terremoto en el Océano Índico, provoca una cadena de maremotos devastadores que afecta a ocho países del Sureste Asiático, provocando la muerte de miles de personas.

- 3 de diciembre: es extraditado a los Estados Unidos Gilberto Rodríguez Orejuela, uno de los mayores jefes del narcotráfico.
- 4 de diciembre: en Sanya (República Popular China) la peruana María Julia Mantilla es coronada como Miss Mundo.
- 6 de diciembre: unas nuevas elecciones en Ucrania dan como ganador a Víktor Yúshchenko
- 8 de diciembre: en la ciudad de Cusco (Perú) se crea la Comunidad Sudamericana de Naciones.
- 8 de diciembre: en Columbus (Ohio) sucede una tragedia en un concierto en el Club Nocturno Alrosa Villa donde se presentaba Damageplan dejando 4 muertos incluyendo a Dimebag Darrell (guitarrista de la banda Pantera).
- 9 de diciembre: en Venezuela es promulgada y sancionada la Ley de Responsabilidad Social en Radio y Televisión.
- 12 de diciembre: en Nayarit (México) ocurre un accidente automovilístico que cobra la vida de 10 peregrinos.[1]
- 13 de diciembre: en Venezuela es arrestado Rodrigo Granda, el «canciller» de las FARC,
- 14 de diciembre: Venezuela y Cuba fundan el ALBA.
- 14 de diciembre: en las montañas del Macizo Central (Francia) se inaugura oficialmente el puente más alto del mundo, el viaducto de Millau sobre el río Tarn.
- 16 de diciembre: Zaragoza (España) es elegida sede de la Exposición Internacional de 2008 (Expo Zaragoza 2008). El tema elegido es «Agua y desarrollo sostenible». La exposición tendrá lugar entre el 14 de junio y el sábado 13 de septiembre de 2008.
- 21 de diciembre: en la ciudad de Mosul (Irak), insurgentes iraquíes atacan una base estadounidense y matan a 22 militares.
- 23 de diciembre: En Irak finaliza la segunda batalla de Faluya.
- 24 de diciembre: un terremoto de 8,1 sacude el mar de Tasmania generando un pequeño tsunami.
- 26 de diciembre: en la isla indonesia de Sumatra se registra un gran terremoto de 9,3, el segundo más fuerte registrado de la historia, que provoca un devastador tsunami en el océano Índico que afecta a 14 países del Sureste Asiático, dejando un saldo de más de 227.000 muertos.
- 26 de diciembre: en el País Vasco, el parlamento aprueba por mayoría absoluta de 39 votos contra 35 el Proyecto de nuevo estatuto político para la comunidad de Euskadi, más conocido como Plan Ibarretxe.
- 26 de diciembre: en Ucrania es llevado a cabo una tercera vuelta electoral que ratifica el triunfo del prooccidental Víktor Yushchenko sobre el oficialista Víktor Yanukóvich.
- 27 de diciembre: en Garching, cerca de Múnich (Alemania), astrofísicos del Instituto Max Planck de Física Extraterrestre miden la explosión más fuerte del magnetar SGR 1806-20 a 50 000 años luz, ubicado en la región de la constelación de Sagitario. A las 21:30:26 UT, la Tierra es golpeada por un enorme frente de ondas de rayos gamma y X. Se trata del flujo más fuerte de radiación gamma de alta energía medido en la historia humana.
- 30 de diciembre: en Buenos Aires (Argentina), un incendio en la discoteca República Cromañón mata a 194 personas y deja heridas a otras 800.
- 31 de diciembre: el gobierno colombiano extradita a Simón Trinidad, uno de los principales jefes de las FARC, a los Estados Unidos, acusado de narcotráfico, Trinidad había sido capturado en Quito (Ecuador) por las autoridades locales.
- 31 de diciembre: termina el soporte técnico del sistema operativo Windows NT 4.0.
- 31 de diciembre: En Taiwán se inaugura oficialmente Taipei 101, en ese momento el rascacielos más alto del mundo, con una altura de 510 m.

- En Medellín (Colombia) se inaugura la línea K del Metrocable, el primer teleférico moderno de tránsito urbano.

## Arte y literatura
- Arturo Pérez-Reverte: Cabo Trafalgar.

## Consolas y videojuegos
- 22 de abril: SNK Playmore y Yuki Enterprise lanzan Samurai Shodown V Special además de ser el último juego oficial para la plataforma Neo Geo.
- 17 de junio: Sega, Sonic Team y Dimps lanzan la tercera y última entrega de la serie "Sonic Advance" para la Game Boy Advance, Sonic Advance 3.
- 22 de junio: Sale a la venta Showdown: Legends of Wrestling para PlayStation 2 y Xbox, siendo el último juego desarrollado por Acclaim Entertainment antes de su bancarrota.
- 14 de septiembre: Electronic Arts, en asociación con Maxis, lanzan a la venta su famoso videojuego Los Sims 2.
- 28 de septiembre: Vivendi Universal y Traveller's Tales Oxford sacan a la venta el videojuego Crash Twinsanity para PlayStation 2 y Xbox.
- Octubre: Capcom sale a la venta el videojuego Capcom Fighting Evolution para PlayStation 2 y Xbox.
- 12 de octubre: Se lanza el último juego para la consola PlayStation 1 por parte de EA Sports que es FIFA 2005.
- 26 de octubre: Rockstar Games saca a la venta el videojuego GTA San Andreas para PS2 en América del Norte.
- 29 de octubre: Sale a la venta la consola PlayStation 2 Slim de Sony.
- 2 de noviembre: Sonic Team lanza Sonic Mega Collection Plus para PS2 y Xbox.
- 9 de noviembre: Electronic Arts lanza Need for Speed: Underground 2 para Microsoft Windows.
- 9 de noviembre: Naughty Dog y Sony lanzan a la venta el videojuego Jak 3 para PlayStation 2, siendo el último proyecto de la desarrolladora en donde Andy Gavin y Jason Rubin trabajaron juntos. Sin embargo años más tarde Gavin volvería a trabajar en Naughty Dog.
- Microsoft, en asociación con Bungie, estrenan Halo 2 para Xbox.
- 16 de noviembre: Valve lanza a la venta su famoso videojuego Half-Life 2.
- 18 de noviembre: Nintendo y Hudson Soft lanzan el videojuego Mario Party 6.
- 21 de noviembre: Nintendo saca a la venta la consola portátil Nintendo DS.
- 12 de diciembre: en Japón, Sony Computer Entertainment la consola portátil PlayStation Portable (PSP).

## Deportes

### Juegos Olímpicos
- 13 de agosto: Inauguración oficial de los Juegos Olímpicos de Atenas 2004.

### Automovilismo
- Fórmula 1: Michael Schumacher consigue su séptimo y último título de campeón del mundo.
- Campeonato Mundial de Rally: Sébastien Loeb, campeón.

- Nascar: Kurt Busch Se convierte en el primer campeón de la Nextel Cup, y el primero en el formato del Chase For The Nextel.

### Baloncesto
- NBA: Detroit Pistons, campeón. Kevin Garnett es elegido Mejor Jugador del campeonato.
- Euroliga: Maccabi Tel Aviv, campeón.
- Liga ACB: Barcelona, campeón.
- Copa del Rey: el TAU Baskonia, campeón al derrotar en la final de Sevilla al DKV Joventut de Badalona (81-77).
- Liga Nacional de Básquet de Argentina: Boca Juniors, campeón.
- Dimayor de Chile: Provincial Osorno, campeón.

### Balonmano
- Copa de Europa: Celje Pivovarna Lasko (Eslovenia), campeón.
- Recopa de Europa: Portland San Antonio (España), campeón.
- Copa EHF: THW Kiel, campeón.
- Liga ASOBAL (España): Balonmano Ciudad Real, campeón.

### Béisbol
- Campeonato Liga Americana: Boston Red Sox, campeón. David Ortiz, MVP del campeonato.
- Serie Mundial: Boston Red Sox, campeón. Manny Ramírez, MVP de la Serie.
- Liga Venezolana de Béisbol Profesional : los Tigres de Aragua logran su cuarto campeonato.

### Ciclismo
- Tour de Francia: Lance Armstrong logra su sexto triunfo en el Tour, convirtiéndose en el primer ciclista en conseguirlo pero se le retiró en 2012.
- Vuelta ciclista a España: Roberto Heras se proclama vencedor de la 59.ª edición de la Vuelta a España, sumando tres triunfos e igualando el récord de Tony Rominger.
- Giro de Italia: Damiano Cunego, italiano, sorprendente ganador.

- Campeonato del Mundo de ciclismo: Óscar Freire logra su tercer título de Campeón del Mundo de ciclismo en ruta. Con este campeonato se convierte en el ciclista con más títulos mundiales junto a Alfredo Binda, Eddy Merckx y Rik Van Steenbergen.

### Fútbol
- Eurocopa: 4 de julio: Grecia se proclama campeón en la Eurocopa de fútbol 2004 celebrada en Portugal.
- Copa América: 25 de julio: Brasil se proclama campeón de la Copa América celebrada en Perú al ganar a la selección de Argentina en los penales.
- Copa de las Naciones de la OFC: Australia consigue su cuarto y último título en la competición oceánica.
- Juegos Olímpicos: la Selección de Argentina obtiene la medalla de oro derrotando en la final del torneo a la Selección de Paraguay por 1-0.
- Copa Intercontinental: el FC Porto, campeón en la final de Yokohama.
- Liga de Campeones: el FC Porto, campeón, al derrotar al Mónaco por 3-0 en la final.
- Copa Libertadores de América: el Once Caldas campeón al derrotar en la final al Boca Juniors.
- Copa de la UEFA: el Valencia CF campeón.
- Recopa Sudamericana: 7 de septiembre: el Cienciano de Perú se proclama campeón de la Recopa Sudamericana ganándole a Boca Juniors por penaltis.
- Copa Sudamericana: diciembre: Boca Juniors de Argentina es campeón. Vence en la final a Bolívar de Bolivia.
- Primera división española: 9 de mayo: el Valencia CF se proclama campeón.
- Premier League: Arsenal FC, campeón.
- Liga Italiana: el AC Milan, campeón.
- Liga Alemana: Werder Bremen, campeón.
- Liga mexicana: el equipo de la Universidad Nacional Autónoma de México se corona bicampeón, coronándose en los torneos de Clausura y Apertura, además de Campeón de Campeones y ganando el Trofeo Santiago Bernabéu imponiéndose al Real Madrid con marcador de 1-0 con gol de Israel Castro.
- Fútbol Profesional Colombiano:
  - Torneo Apertura: Medellín.
  - Torneo Finalización: Junior.
- 17 de marzo: el Real Zaragoza gana la Copa del Rey al imponerse por 2 goles a 3 al Real Madrid en la final disputada en el Estadio Olímpico Lluís Companys de Barcelona.
- Balón de Oro europeo: el jugador ucraniano Andriy Shevchenko (AC Milan), designado mejor jugador del fútbol europeo por la revista France Football.
- Futbolista africano del año, Balón de Oro africano: el jugador camerunés Samuel Eto'o (FC Barcelona), designado mejor jugador del fútbol africano.
- El River Plate de Argentina se consagra campeón de la Primera división argentina, tras ganar el Torneo Clausura. En tanto, Club Atlético Newell's Old Boys obtiene el Torneo Apertura.
- Primera división chilena: Universidad de Chile logra el título al ganar el Campeonato de Apertura. El Campeonato de Clausura fue ganado por Cobreloa.
- Campeonato Ecuatoriano de Fútbol: el Deportivo Cuenca, campeón en el hexagonal final.
- Liga Peruana de Fútbol: el Alianza Lima se corona Campeón al derrotar a Sporting Cristal en definición por penales.
- Se crea el Campeonato de Fútbol de Nueva Zelanda.
- 16 de octubre: Lionel Messi debutó profesionalmente en el FC Barcelona

### Golf
- Masters de Augusta: Phil Mickelson, campeón.
- Abierto de los Estados Unidos de Golf: Retief Goosen, campeón.
- Abierto Británico de Golf: Todd Hamilton, campeón.
- Campeonato de la PGA: Vijay Singh, campeón.

### Motociclismo
- Campeonato del mundo de motociclismo:
  - MotoGP: Valentino Rossi, campeón.
  - 250 cc: Dani Pedrosa se proclama Campeón del Mundo. Se convierte así en el piloto más joven en conseguirlo. Además se convierte también en el piloto más joven en lograr los campeonatos de 125 y 250 cc en dos años consecutivos.
  - 125 cc: Andrea Dovizioso, campeón.

- Rally París-Dakar: Nani Roma se convierte en el primer español en ganar el rally en la categoría de motos.

### Tenis
- Juegos Olímpicos: Chile dominó el medallero olímpico, tras la victoria de Nicolás Massú en individuales y de Fernando González y Nicolás Massú en dobles, consiguiendo 2 medallas de oro y 1 medalla de bronce.

- Abierto de Australia: Hombres: Roger Federer vence a Marat Safin. Mujeres: Justine Henin-Hardenne vence a Kim Clijsters.
- Roland Garros: Hombres: Gastón Gaudio vence a Guillermo Coria. Mujeres: Anastasiya Mýskina vence a Elena Dementieva.
- Wimbledon: Hombres: Roger Federer vence a Andy Roddick. Mujeres: María Sharápova vence a Serena Williams.
- US Open: Hombres: Roger Federer vence a Lleyton Hewitt. Mujeres: Svetlana Kuznetsova vence a Elena Dementieva.
- Copa Masters: Roger Federer (hombres) y María Sharápova (mujeres), campeones.
- Copa Davis: España, campeona de la Copa Davis en la final celebrada en el 7 de diciembre, Sevilla, ante Estados Unidos.
- Copa Federación: Rusia, campeona.
- Copa Mundial por Equipos: Chile se titula campeón mundial de tenis por segunda vez consecutiva gracias al equipo compuesto por Nicolás Massú, Adrián García y Fernando González en Düsseldorf, Alemania.

### Rodeo chileno
- Campeonato Nacional de Rodeo: del 2 al 4 de abril. Gabriel Orphanopoulos y Mariano Torres, campeones de Chile.

### Otros deportes
- El Barcelona, campeón de la Copa de Europa de Hockey sobre patines, al derrotar al FC Porto por 3-0, el 16 de mayo.
- Juan Martín Díaz y Fernando Belasteguín ganan el mundial de pádel celebrado en Argentina en el open. Argentina se proclama campeona del mundo por selecciones en categoría masculina y femenina.
- La selección Española de fútbol sala gana el campeonato mundial de la FIFA ante Italia con el resultado de 2-1.
- Tito Santana es incluido en el Salón de la Fama de la WWE.
- Se Celebra Wrestlemania XX en el Madison Square Garden.
- Entre el 17 y el 28 de septiembre de 2004 se realizaron los XII Juegos Paralímpicos en Atenas.

## Cine

### Estrenos
- 7 de enero: El secreto de Vera Drake de Mike Elizabeth Leigh.
- 3 de enero: Malabar Princess de Gilles Legrand.
- 28 de enero: RRRrrrr!!! de Alain Chabat.
- 11 de febrero: Blueberry de Jan Kounen.
- 13 de febrero: 50 primeras citas de Peter Segal.
- 25 de febrero: La pasión de Cristo de Mel Gibson.
- 27 de febrero: Dirty Dancing 2 de Guy Ferland.
- 5 de marzo
  - Océanos de fuego de Joe Johnston.
  - Samaritan girl de Kim Ki-duk.
- 12 de marzo
  - La ventana secreta de David Koepp.
  - Superagente Cody Banks 2: Destino Londres de Frankie Muniz.
- 17 de marzo: Los chicos del coro de Christophe Barratier.
- 18 de marzo: En busca de la piedra mágica de Lenard Fritz Krawinkel y Holger Tappe.
- 19 de marzo: Eternal Sunshine of the Spotless Mind de Michel Gondry.
- 28 de marzo: Amanecer de los muertos de Zack Snyder.
- 31 de marzo: Agentes secretos de Frédéric Schoendoerffer.
- 2 de abril
  - Hellboy de Guillermo del Toro.
  - Vacas vaqueras de Will Finn y John Sanford.
- 8 de abril: Mi nombre es Bach de Dominique de Rivaz.
- 9 de abril
  - Más falsas apariencias de Howard Deutch.
  - Zobies party de Edgard Wright.
- 16 de abril
  - Kill Bill vol. 2 de Quentin Tarantino.
  - The Punisher de Jonathan Hensleigh.
- 23 de abril
  - El sueño de mi vida de Gary Winick.
  - ¿¡Y tú que sabes!? de William Arntz, Betsy Chasse y Mark Vicente.
- 30 de abril: Chicas malas de Mark Waters.
- 6 de mayo: La niña santa de Lucrecia Martel.
- 7 de mayo
  - Super Size Me de Morgan Spurlock.
  - Van Helsing de Stephen Sommers.
- 14 de mayo
  - Romasanta. La caza de la bestia de Paco Plaza.
  - Troya de Wolfgang Petersen.
- 19 de mayo: Shrek 2 de Andrew Adamson, Kelly Asbury y Conrad Vernon.
- 26 de mayo: Señora Beba de Jorge Gaggero.
- 28 de mayo
  - The Day After Tomorrow de Roland Emmerich.
  - ¡Salvados! de Brian Dannelly.
- 4 de junio:  Harry Potter y el prisionero de Azkaban de Alfonso Cuarón.
- 11 de junio
  - Las crónicas de Riddick de David Twohy.
  - Las mujeres perfectas de Frank Oz.
- 16 de junio:
  -  La vuelta al mundo en 80 días de Frank Coraci.
  - El retorno de los Yamakasi de Julien Seri.
- 18 de junio: La terminal de Steven Spielberg.
- 23 de junio:** White Chicks de Marlon Wayans.
- 24 de junio: Tropical Malady de Apichatpong Weerasethakul.
- 25 de junio: Fahrenheit 9/11 de Michael Moore.
- 30 de junio: Spider-Man 2 de Sam Raimi.
- 7 de julio: El rey Arturo de Antoine Fuqua.
- 9 de julio: El reportero de Adam McKay.
- 16 de julio:
  - María llena eres de gracia de Joshua Marston.
  - Yo, robot de Alex Proyas.
- 1 de julio: Erreway 4 caminos.
- 17 de julio: Steamboy de Katsuhiro Ôtomo.
- 23 de julio
  - Catwoman de Pitof.
  - Una casa en el fin del mundo de Michael Mayer.
- 27 de julio: Radiografía de una mentira, de Thaelman Urgelles.
- 28 de julio: Algo en común de Zach Braff.
- 30 de julio: Harold & Kumar Go to White Castle de Danny Leiner.
- 30 de julio: El bosque de M. Night Shyamalan.
- 6 de agosto: Collateral de Michael Mann.
- 11 de agosto: Princesa por sorpresa 2 de Garry Marshall.
- 13 de agosto: Alien contra Depredador
- 20 de agosto: Tierra de ángeles de Kay Pollak.
- 27 de agosto
  - Anacondas de Dwight H. Little.
  - Sospechoso cero de E. Elías Merhige.
- 3 de septiembre
  - Belleza prohibida de Richard Eyre.
  - Mar adentro de Alejandro Amenábar.
  - Obsesión de Paul McGuigan.
  - Paparazzi de Paul Abascal.
  - Keane de Lodge Kerrigan.
- 9 de septiembre: Shutter de Banjong Pisanthanakun y Parkpoom Wongpoom.
- 17 de septiembre
  - Sky Captain y el mundo del mañana de Kerry Conran.
  - Sólo un beso de Ken Loach.
- 16 de septiembre: ¡Esto es ritmo! de Thomas Grube y Enrique Sánchez Lansch.
- 29 de septiembre: 2046 de Wong Kar-Wai.
- 30 de septiembre: Todo el bien del mundo de Alejandro Agresti.
- 1 de octubre
  - Brigada 49 de Jay Russell.
  - El espantatiburones de Vicky Jenson, Bibo Bergeron y Rob Letterman.
  -  Roma de Adolfo Aristarain.
- 8 de octubre: Around the Bend de Jordan Roberts.
- 13 de octubre: Aaltra de Benoît Delépine y Gustave Kervern.
- 15 de octubre
  - Hierro 3 de Kim Ki-duk.
  - Shall We Dance? de Peter Chelsom.
- 21 de octubre
  - El cielito de María Victoria Menis.
  - Tierra prometida de Amos Gitai.
- 22 de octubre
  - Alfie de Charles Shyer.
  - Crimen ferpecto de Álex de la Iglesia.
  - Sobreviviendo a la Navidad de Mike Mitchell.
  - Seres extraños de Takashi Shimizu.
- 24 de octubre: Las consecuencias del amor de Paolo Sorrentino.
- 27 de octubre: Cuando sube la marea... de Gilles Porte y Yolande Moreau.
- 29 de octubre
  - Ray de Taylor Hackford.
  - Reencarnación de Jonathan Glazer.
  - Saw de James Wan.
- 30 de octubre: The hidden blade de Yoji Yamada.
- 3 de noviembre
  - El extraño de Philippe Lioret.
  - El último día de Rodolphe Marconi.
- 4 de noviembre
  - El delantal de Lili de Mariano Galperín.
  - Promedio rojo de Nicolás López.
- 5 de noviembre: Los Increíbles de Brad Bird.
- 10 de noviembre
  - Confianza ciega de Étienne Chatiliez.
  - Polar Express de Robert Zemeckis.
- 12 de noviembre: Bridget Jones: The Edge of Reason de Beeban Kidron.
- 18 de noviembre: Mujeres infieles de Rodrigo Ortúzar Lynch.
- 19 de noviembre
  - La búsqueda de Jon Turteltaub.
  - Bob Esponja: La película de Stephen Hillenburg.
- 20 de noviembre: Howl no Ugoku Shiro de Hayao Miyazaki.
- 24 de noviembre
  - Alejandro Magno de Oliver Stone.
  - Asuntos pendientes de Olivier Marchal.
- 26 de noviembre
  - El intruso de Roger Michell.
  - Cosas que hacen que la vida valga la pena de Manuel Gómez Pereira.
- 8 de diciembre: Blade: Trinity de David S. Goyer.
- 10 de diciembre: Ocean's Twelve de Steven Soderbergh.
- 15 de diciembre: Otros tiempos de André Téchiné.
- 17 de diciembre
  - Beyond the Sea de Kevin Spacey.
  - El maquinista de Brad Anderson.
  - Héroes imaginarios de Dan Harris.
  - Spanglish de James L. Brooks.
  -  Una serie de catastróficas desdichas de Lemony Snicket de Brad Silberling.
- 22 de diciembre: El fantasma de la ópera de Joel Schumacher.
- 23 de diciembre: Kung Fu Sion de Stephen Chow.
- 25 de diciembre
  - El aviador de Martin Scorsese.
  - Riesgo de Jack Ersgard.
- 29 de diciembre: El asesinato de Richard Nixon de Niels Mueller.
- Superman Flyby (cancelada) de Brett Ratner

Todas las fechas pertenecen a los estrenos oficiales de sus países de origen, salvo que se indique lo contrario.

## Televisión

### Estrenos
- 7 de enero: The Apprentice  en NBC
- 11 de enero: Drake & Josh  en TEENick
- 15 de enero: Astro Boy  en Kids WB
- 18 de enero: The L Word  en Showtime.
- 22 de enero: Corner Gas  en CTV
- 14 de febrero: Power Rangers Dino Thunder  en ABC Kids / Inicio de transmisiones de Jetix en Estados Unidos.
- 4 de marzo: Pimp My Ride  en MTV
- 15 de marzo: Floricienta en Canal 13
- 21 de marzo: Deadwood  en HBO
- 3 de abril: Danny Phantom  en Nickelodeon
- 16 de junio: Quintuplets  en the Fox Network
- 6 de julio: Big Brother 5  en CBS
- 16 de julio: Stargate Atlantis , en Sci Fi channel
- 18 de julio: Entourage en HBO
- 21 de julio: Rescue Me en FX
- 29 de julio- Blue Collar  en WB y Comedy Central
- 1 de agosto: Inicio de transmisiones de Jetix en Sudamérica.
- 13 de agosto: Foster's Home for Imaginary Friends en Cartoon Network
- 9 de septiembre: Joey  en NBC
- 12 de septiembre: Manual de Supervivencia escolar de Ned  en TEENick
- 12 de septiembre: Super Natural  en TEENick
- 12 de septiembre: Jack & Bobby en The WB
- 15 de septiembre- Instant Star  en CTV
- 22 de septiembre: CSI: New York en CBS
- 22 de septiembre: Lost en ABC
- 22 de septiembre: Veronica Mars  en UPN
- 3 de octubre: Desperate Housewives en ABC
- 3 de octubre: Boston Legal en ABC
- 11 de octubre: The Backyardigans en Nick Jr.
- 27 de octubre: Drawn Together  en Comedy Central
- 5 de noviembre: Cartoon Alley  en Turner Classic Movies
- 7 de noviembre: Los Simpson: 16° Temporada en FOX
- 12 de noviembre: Hi Hi Puffy AmiYumi en Cartoon Network
- 16 de noviembre: Doctor House: Temporada N.º 1 en FOX
- 31 de diciembre: Inicio de transmisiones de Jetix en Europa.

## Premio Nobel
- Física: David J. Gross, H. David Politzer y Frank Wilczek.[2]
- Química: Aarón Ciechanover, Avram Hershko e Irwin Rose.[3]
- Medicina: Richard Axel y Linda B. Buck.[4]
- Literatura: Elfriede Jelinek.[5]
- Paz: Wangari Maathai.[6]
- Economía: Finn E. Kydland y Edward C. Prescott.[7]

## Premios Príncipe de Asturias
- Artes: Paco de Lucía.[8]
- Ciencias Sociales: Paul Krugman.[8]
- Comunicación y Humanidades: Jean Daniel.[8]
- Concordia: El Camino de Santiago.[8]
- Cooperación Internacional: Programa Erasmus de la Unión Europea.[8]
- Deportes: Hicham El Guerrouj.[8]
- Investigación Científica y Técnica: Judah Folkman, Tony Hunter, Joan Massagué, Bert Vogelstein y Robert Weinberg.[8]
- Letras: Claudio Magris.[8]

## Premio Cervantes
- Rafael Sánchez Ferlosio